# NGC 6042
NGC 6042 ist eine 13,9 mag helle Linsenförmige Galaxie vom Hubble-Typ E-S0 im Sternbild Herkules am Nordsternhimmel und etwa 471 Millionen Lichtjahre von der Milchstraße entfernt.
Sie gehört zum Herkules-Superhaufen und wurde am 27. Juni 1870 vom französischen Astronomen Édouard Stephan entdeckt.
Auf Grund eines Fehlers in der Positionsangabe sowie leicht abweichender Beschreibung führte die Beobachtung vom US-amerikanischen Astronomen Lewis A. Swift am 27. Juni 1886 unter NGC 6039 zu einem zweiten Eintrag im Katalog.